# Марко Кучер
Марко Ку́чер (нім. Marco Kutscher, 2 травня 1975) — німецький вершник, олімпійський медаліст.

## Виступи на Олімпіадах
| Олімпіада  | Дисципліна       | Місце                 |
| ---------- | ---------------- | --------------------- |
| Афіни 2004 | конкур, особисті | 3                     |
| Афіни 2004 | конкур, командні | 3                     |
| Пекін 2008 | конкур, особисті | участь (кваліфікація) |
| Пекін 2008 | конкур, командні | участь 3к/3           |